# Aires de Saldanha
Aires de Saldanha (Santarém, 1542 — perto da Ilha Terceira, 1605) foi um militar português. Foi comendador de Sabacheira.
Foi para a Índia em 1558, com o vice-rei Constantino de Bragança, servindo desta feita por doze anos na região.
Regressou em 1570 a Portugal, onde casou-se com Joana de Albuquerque, logo depois retornou à Índia, desta vez com o vice-rei Rui Lourenço de Távora. Foi nomeado capitão de Malaca, onde mandou construir o forte de Tidor. Regressando a Portugal, foi nomeado governador do Tânger, cargo que exerceu por 9 anos.
Em 1600, foi nomeado 17.º vice-rei da Índia e 34.º governador da Índia. Durante seu vice-reinado, além das dificuldades financeiras, teve de lutar contra os neerlandeses em várias frentes, defendendo  Cochim e Goa, além de repeli-los nas Ilhas Molucas.
Morreu durante o seu retorno a Portugal, perto da Ilha Terceira, sendo primeiro sepultado em Angra do Heroísmo. Depois o seu corpo foi transladado para Santarém.
Instituiu o Morgado da Junqueira, na freguesia da Junqueira, em Lisboa.

## Dados genealógicos
Era filho de António de Saldanha, militar e navegador que descobriu a Baía de Saldanha, e de Joana de Mendonça.
Casado com:
- D. Joana de Albuquerque, filha de D. Manuel de Moura, morgado de São João da Praça[1] e de Isabel de Albuquerque

Filhos:
- António de Saldanha, o Cativo, comendador de São Martinho de Lagares e da Savacheira (Sabacheira), casado com D. Joana da Silva ou D. Joana de Vilhena, filha de António da Costa e de Margarida de Castro[1], com geração.
- Diogo de Saldanha casado com Jerónima Lobo.
- Isabel de Albuquerque casada com D. Simão Gonçalves de Ataíde, senhor das Ilhas Desertas.

Teve bastarda:
- D. Luísa de Saldanha, casada com Filipe de Brito de Nicote capitão-mor de Pegu morto em combate em 30 de Março de 1613[2].